# 澧县
澧县是中国湖南省常德市下辖的一个县，是湘西北通往鄂、川、黔的重镇，素称“九澧门户”。古为澧州，因澧水贯穿全境而得名。全县常住人口总数約73万人，区域总面积为2075平方公里。縣人民政府駐澧陽鎮。

## 地名由来
澧縣舊稱澧陽縣。澧之名，始见于孔子编撰的《尚书·禹贡》篇：“岷山导江，东至于沱，又东至于澧。”《太平寰宇记》卷118澧州：“州在澧水之北，故取为名。”

## 历史
“澧县”作为一个行政区域，它的历史最早可以追溯到公元555年，梁敬帝绍泰元年始置澧州。在这里曾经发现了有6500年前的城头山古文化遗址，该遗址位于澧县车溪乡城头山村（原为南岳村）。

## 地理
澧县位于湖南省西北部，洞庭湖西岸，澧水中下游。澧县北面与湖北省松滋市、公安县接壤，南部为临澧县，东面是安乡县、津市市，西面为石门县。澧县境内地势自西北向东南倾斜，形成山、丘、平、湖四种自然区。境内最高点为太青乡太青山鸭母尖，海拔 1019.5 米。最低点为小渡口镇永和村，海拔 28.6 米。境内拥有澧、涔、澹、道、松滋五条河流。土壤以红壤土类潮土类为主。

## 人口
根據第七次人口普查數據，截至2020年11月1日零時，澧縣常住人口為721927人。

## 行政区划
澧县下辖4个街道办事处、15个镇：
澧西街道、澧阳街道、澧浦街道、澧澹街道、小渡口镇、梦溪镇、复兴厂镇、盐井镇、大堰垱镇、王家厂镇、金罗镇、码头铺镇、甘溪滩镇、火连坡镇、澧南镇、如东镇、涔南镇、官垸镇和城头山镇。

## 交通
焦柳铁路从湖北进入湖南后的第一站就是澧县。澧县火车站为客货两用站，位于澧县金罗镇。经过澧县的公路有 二广高速（自二连浩特至广州）、 207国道、 353国道、 302省道、 304省道。

## 政治

### 现任领导
| 机构     | · 中国共产党 · 澧县委员会 · 书记 | 澧县人民政府 县长 | 澧县人民代表大会 常务委员会 主任 | · 中国人民政治协商会议 · 澧县委员会 · 主席 |
| -------- | -------------------------------- | ----------------- | -------------------------------- | ------------------------------------------ |
| 姓名     | 王启武                           | 朱正权            | 金贤松                           | 高建平                                     |
| 民族     | 汉族                             | 汉族              | 汉族                             | 汉族                                       |
| 出生地   | 湖南省益阳市赫山区               | 湖南省常德市      | 不明                             |                                            |
| 出生日期 | 1972年5月（52歲）                | 1972年1月（53歲） | 不明                             | 不明                                       |
| 就任日期 | 2023年4月                        | 2023年5月         | 2021年10月24日                   | 2021年10月23日                             |

## 人物
澧县是武昌起义总指挥蒋翊武的故乡。贺龙元帅曾任澧县第一中学名誉校长。范仲淹曾贬至古澧州城作太守。